# Meik Woyke
Meik Woyke (* 18. April 1972 in Hamburg) ist ein deutscher Historiker. Er ist Vorstandsvorsitzender und Geschäftsführer der Bundeskanzler-Helmut-Schmidt-Stiftung sowie Direktor des Europa-Kollegs, beide in Hamburg.

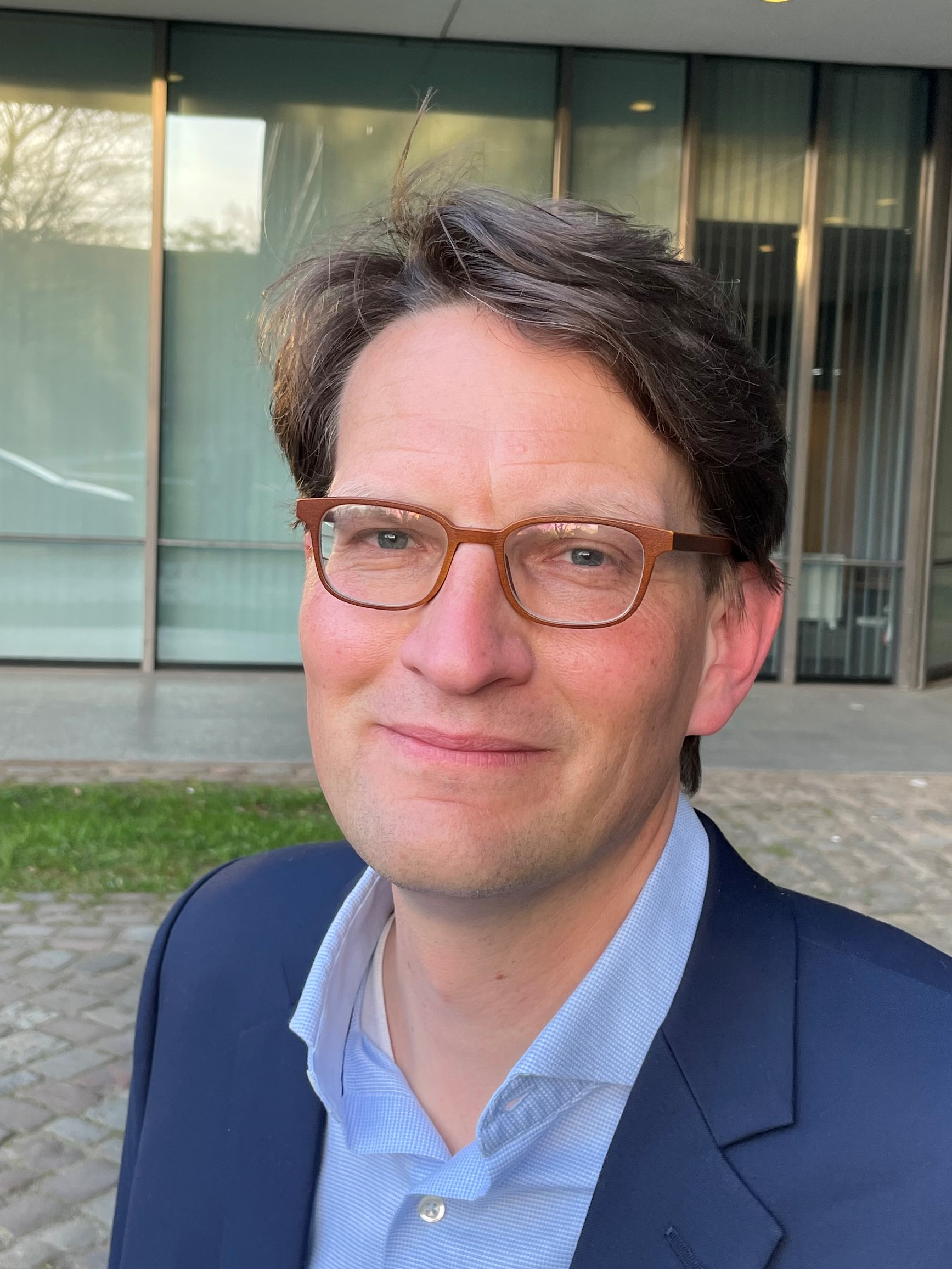
Meik Woyke am 26. April 2022 vor der Helmut-Schmidt-Universität in Hamburg

## Leben
Woyke studierte an der Universität Hamburg Geschichte, Germanistik und Erziehungswissenschaft und wurde 2004 zum Dr. phil. promoviert. Anschließend war er von 2005 bis 2007 als PostDoc an der Forschungsstelle für Zeitgeschichte in Hamburg beschäftigt. Von 2007 bis 2019 arbeitete er im Archiv der sozialen Demokratie der Friedrich-Ebert-Stiftung in Bonn, zunächst als wissenschaftlicher Referent sowie ab 2012 als Leiter des Referats Public History. Von 2008 bis 2019 war er zudem Lehrbeauftragter an der Universität zu Köln und von 2009 bis 2016 Schriftleiter der Zeitschrift Archiv für Sozialgeschichte.
Seit Juli 2019 ist er erster Vorstandsvorsitzender und hauptamtlicher Geschäftsführer der Bundeskanzler-Helmut-Schmidt-Stiftung in Hamburg sowie Direktor des Hamburger  Europa Kollegs. Woyke ist außerdem Mitglied im Geschichtsforum beim Parteivorstand der SPD und Vertrauensdozent der Friedrich-Ebert-Stiftung.

## Schriften (Auswahl)
als Autor
- Albert Schulz (1895–1974). Eine sozialdemokratische Biographie. (zugleich Dissertation), Dietz, Bonn 2006, ISBN 3801241661
- Helmut Schmidt. 100 Seiten, Reclam, Dietzingen 2018, ISBN 978-3150205228
- Mehr als nur „Schlafzimmer von Hamburg“: Suburbanisierung und struktureller Wandel im südlichen Schleswig-Holstein seit 1945"  in: Demokratische Geschichte 18 (2007), S. 217–253

als Herausgeber
- Willy Brandt/Helmut Schmidt: Partner und Rivalen. Der Briefwechsel (1958–1992). Bonn 2015, ISBN 3801204456
- mit Benedikt Brunner, Thomas Großbölting, Klaus Große Kracht:  „Sagen, was ist“. Walter Dirks in den intellektuellen und politischen Konstellationen Deutschlands und Europas. Bonn 2019
- mit Ute Planert, Dietmar Süß: Sterben, Töten, Gedenken. Zur Sozialgeschichte des Todes. Bonn 2018
- Wandel des Politischen: Die Bundesrepublik Deutschland während der 1980er Jahre. Bonn 2013
- mit Anja Kruke: Deutsche Sozialdemokratie in Bewegung 1848 – 1863 –2013. Bonn, 2. verbesserte Aufl. 2013
- 50 Jahre Archiv für Sozialgeschichte. Bedeutung, Wirkung, Zukunft. Bonn 2011
- mit Ursula Bitzegeio, Anja Kruke: Solidargemeinschaft und Erinnerungskultur im 20. Jahrhundert. Beiträge zu Gewerkschaften, Nationalsozialismus und Geschichtspolitik. Bonn 2009